# Pennyroyal Tea
Pennyroyal Tea je píseň americké grungeové skupiny Nirvana, jejímž autorem je Kurt Cobain. Vyšla na stejnojmenném singlu v roce 1994 k albu In Utero. Píseň rovněž zazněla na unpluggedu Nirvany na hudební stanici MTV. Koncert vyšel v roce 1994 na CD pod názvem MTV Unplugged in New York.